# نورس الأنديز
نورس الأنديز (الاسم العلمي: Larus serranus) (بالإنجليزية: Andean Gull)‏ هو نوع من الطيور يتبع جنس النورس من الفصيلة النورسية.